# Bagusan (Selopampang)
Bagusan is een bestuurslaag in het regentschap Temanggung van de provincie Midden-Java, Indonesië. Bagusan telt 727 inwoners (volkstelling 2010).